# Ixeridium strigosum
Ixeridium strigosum là một loài thực vật có hoa trong họ Cúc. Loài này được Tzvelev mô tả khoa học đầu tiên năm 1964.